# 777 〜another side story〜
『777 ～another side story～』（777 〜アナザー・サイド・ストーリー〜）は、女性ボーカル&ダンスグループ、dream（現・Dream）のベストアルバム。レーベルはavex trax。2005年3月9日発売。

## 概要
- 前作『777 〜Best of dreams〜』の続編的なアルバムである。こちらはアルバム・カップリング曲をセレクトした裏ベストとなっており、前作に引き続き、3人時代の楽曲を現メンバー7人でセルフカバーしている。
- 初回盤はステッカー（3種のうち1種）をランダム封入。
- ライブDVD『dream Christmas Party 2004』と同時発売された。
- ジャケットビジュアルは前作『777 〜Best of dreams〜』及び、シングル『そよ風の調べ/STORY』と対になっていると思われる（前作およびシングルは白、本アルバムは黒が基調になっている）。

## 収録曲
1. SUBPAIN
2. 『パズル』
3. Start me up
4. access to love
5. 願い
6. Answer
7. send a little love
8. brave
9. w・h・y
10. FREE AS THE WIND
11. ‘カトレア’
12. Don't forget memory
13. 君といた空